# Dag Wirén
Dag Ivar Wirén (ur. 15 października 1905 w Stribergu, zm. 19 kwietnia 1986 w Danderyd) – szwedzki kompozytor.

## Życiorys
W latach 1926–1931 studiował w Królewskiej Akademii Muzycznej w Sztokholmie u Ernsta Ellberga i Oskara Lindberga, następnie od 1931 do 1934 roku był uczniem Leonida Sabaniejewa w Paryżu. W latach 1935–1938 pracował jako bibliotekarz w Związku Kompozytorów Szwedzkich, od 1947 do 1963 roku był natomiast jego wiceprzewodniczącym. Od 1939 do 1968 roku był członkiem komitetu wykonawczego Svenska Tonsättares Internationella Musikbyrå. Pisywał krytyki muzyczne do dziennika Svenska Morgonbladet (1938–1946).

## Twórczość
W swojej twórczości odwoływał się do klasycznych form wyrazu, nawiązywał głównie do nurtu neoklasycznego. Dojrzały styl Wiréna cechuje się powściągliwą emocjonalnością, aforystyczną i lakoniczną formą. Po 1972 roku zaprzestał komponowania.

## Ważniejsze dzieła
(na podstawie materiałów źródłowych)

### Utwory orkiestrowe
- 5 symfonii (I 1932, II 1939, III 1943–1944, IV 1951–1952, V 1964)
- 2 uwertury koncertowe (I 1931, II 1940)
- Sinfonietta C-dur (1933–1934)
- Gawot (1934)
- Scherzo (1934)
- Serenad na orkiestrę smyczkową (1938)
- Koncert wiolonczelowy (1938)
- Liten svit (1941)
- suita romantyczna Köpmannen i Venedig (1943, zrewid. 1961)
- Lustspelsuvertyr (1945)
- Koncert skrzypcowy (1945–1946)
- Koncert fortepianowy (1947–1950)
- Divertimento (1954–1957)
- Triptyk na orkiestrę kameralną (1958)
- Musik na orkiestrę smyczkową (1966–1967)
- Concertino na flet i orkiestrę kameralną (1972)

### Utwory kameralne
- 5 kwartetów smyczkowych (I 1929, II 1935, III 1941–1945, IV 1952–1953, V 1969–1970)
- 2 sonatiny na wiolonczelę i fortepian (I 1931, II 1933)
- Preludium na wiolonczelę i fortepian (1932)
- 2 tria fortepianowe (I 1933, II 1961)
- Suite miniature na 2 skrzypiec, wiolonczelę, kontrabas i fortepian (1934)
- Chaconne na skrzypce i fortepian (1937)
- Sonatin (1939)
- Kwartet na 3 instrumenty dęte i wiolonczelę (1956)
- Liten serenad na gitarę (1964)
- Kwintet dęty (1971)

### Utwory fortepianowe
- Tema med variationer (1933)
- Ironiska småstycken (1945)
- Sonatin (1950)
- Improvisationer (1959)
- Impromptu (1959)
- Bagatell (1962)
- Liten pianosvit (1971)

### Operetki
- operetka radiowa Blått, gult, rott (1940)
- operetka radiowa Den glada patiensen (1941)

### Balety
- Oscarbalen (1949, wyst. Sztokholm 1950)
- Plats på scenen (1957)
- Den elaka drottningen (1960, wyst. telewizja szwedzka 1961)